# Italienska Östafrika
Italienska Östafrika (italienska: Africa Orientale Italiana) var en italiensk besittning som skapades  1 juni 1936. Den bestod av det samma år av Italien intagna Kejsardömet Etiopien samt de italienska kolonierna Italienska Eritrea och Italienska Somaliland. Italiens kung Victor Emanuel III utnämndes till kejsare. 
I augusti 1940, under andra världskriget, intog och annekterade Italien även Brittiska Somaliland, som britterna dock återerövrade 1941. Samtigt intog britterna det övriga Italienska Östafrika. Kejsardömet Etiopien och Brittiska Somaliland återskapades, medan Italienska Somaliland och Eritrea hamnade under brittisk administration. 
Italienska Somaliland övergick 1950 till att bli ett FN-område under italiensk förvaltning. Det slogs samman 1960 med den kortlivade staten Staten Somaliland, efterföljare till Brittiska Somaliland, och bildade det självständiga landet Somalia.
År 1952 ingick Eritrea i en federation med Etiopien.

### Fotnoter

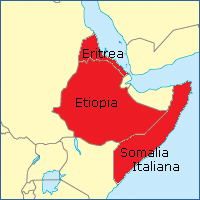
Italienska östafrika

1. ↑  ”Somalia” (på engelska). World Statesmen. http://www.worldstatesmen.org/Somalia.html. Läst 10 november 2015.
2. ↑  Encyclopaedia Britannica; Eritrea summary